# Urraca av Zamora
Urraca av Zamora, född 1033, död 1101, var regerande drottning av Zamora 1065-1101. 
Hon var dotter till kung Ferdinand I av León och Sancha av León. Vid hennes fars död 1065, delades hans kungarike upp mellan hans barn i enlighet med hans testamente, och Urraca tilldelades då grevedömet Zamora. Hon fick som regerande grevinna titeln drottning, som hon använde till sin död. Hon ska ha regerat lugnt i sina domäner fram till sina bröders inbördeskrig 1072. När hennes bror Sancho avsatte deras bror Alfonso, ställde sig Urraca på den senares sida, varpå Sancho drog ut i strid mot henne: han avled dock när han belägrade hennes borg i Zamora, och hon kunde då välkomna deras bror tillbaka till riket.
Hon har skildrats i Cantar de Mio Cid.